# The Scalpel
The Scalpel es un rascacielos comercial situado en Londres, Reino Unido. Ubicado en Lime Street, en la zona financiera de la City de Londres. Su nombre, que significa "El bisturí", fue originalmente un apodo acuñado por el Financial Times, pasando posteriormente a ser su nombre oficial. El término "Scalpel" se debe al distintivo diseño angular del edificio y siguió la tendencia de apodar a los nuevos edificios según su forma, como el cercano Leadenhall Building, también conocido como "The Cheesegrater" (El rallador de queso). Terminado en 2018, The Scalpel, en el 52 de Lime Street, tiene 190 m (620 pies) de altura y 38 plantas. Fue diseñado por Kohn Pedersen Fox.
Ocupa la esquina entre Lime Street y Leadenhall Street, frente al edificio Lloyd's y adyacente al edificio Willis. El rascacielos fue construido para la compañía de seguros W. R. Berkley Corporation y es la nueva sede europea de la empresa, que ocupa aproximadamente una cuarta parte del espacio total de oficinas.